# Ideratini
Ideratini es una  tribu de coleópteros polífagos crisomeloideos de la familia Cerambycidae. Comprende un solo género Ideratus con las siguientes especies.

## Especies
- Ideratus cyanipennis Thomson, 1864
- Ideratus nactus (Lane, 1970)
- Ideratus sagdus (Monné & Martins, 1972)
- Ideratus virginiae (Dalens & Tavakilian, 2006)